# “LAST GIGS” COMPLETE (video)
“LAST GIGS” COMPLETE（ラスト・ギグズ・コンプリート）は日本のロックバンド、BOØWY（ボウイ）のライブ・ビデオ。
2008年4月5日にEMIミュージック・ジャパン／イーストワールドよりリリースされた。
初回盤は当時のコンサートパンフレット縮刷版とファンクラブ会報誌「BOØWY HUNT」Vol.1～4縮刷版を封入したボックス仕様。

## 解説
1988年4月4日、5日に東京ドームにて行われたBOØWYの最終ライヴの模様を記録したライブビデオ。
2007年に開始されたBOØWY解散20周年記念のプロジェクト「20th Anniversary From Broken 2007-2008」の最終リリースがこのコンプリート版ビデオと2枚組CDセットだった。
2001年版（12曲入り）には収録されなかった11曲とMC部分を追加し、4月5日のセットリスト全23曲を再現。
映像は2001年版同様4月4日・5日の物を巧みに繋ぎ合わせている。
収録されている演奏は4月5日の物だが、「PLASTIC BOMB」の一部と「ホンキー・トンキー・クレイジー」のみ4月4日の演奏が採用されている。それぞれ理由として、5日の「PLASTIC BOMB」では氷室が顔にかけた水がマイクに入ってしまい、途中から音声不良になってしまった為。「ホンキー・トンキー・クレイジー」では、布袋が客を勢い良く煽りながらもサビの入りを間違えてしまった為。
音声についてはリマスタリングが施され主に低音域の補強がなされている。前述のビデオ（と88年に発売されたアルバム）では削除されていた煽りやシャウトが追加されている。

## リリース履歴
| No. | 日付           | レーベル | 規格 | 規格品番  | 最高順位 | 備考                                                                                        |
| --- | -------------- | -------- | ---- | --------- | -------- | ------------------------------------------------------------------------------------------- |
| 1   | 2008年4月5日   | 東芝EMI  | DVD  | TOBF-5580 | 3位      |                                                                                             |
| 2   | 2012年12月24日 | 東芝EMI  | BD   | TOXF-4016 | -        | BD-BOX『BOØWY BLU-RAY COMPLETE』収録                                                        |
| 3   | 2021年9月1日   | USM      | BD   | UPXY-6084 | -        | BD-BOX『BOØWY BLU-RAY COMPLETE』から単体発売                                                |
| 4   | 2021年9月1日   | USM      | BD   | PROT-4013 | -        | ジャケット絵柄Tシャツ付きLimited BOX ※「BOØWY HUNT」・「UNIVERSAL MUSIC STORE」限定販売商品 |

## 収録曲
1. PROLOGUE
2. B・BLUE
  - 作詞：氷室京介／作曲：布袋寅泰
3. ハイウェイに乗る前に
  - 作詞：氷室京介・松井五郎／作曲：布袋寅泰
4. BABY ACTION
  - 作詞：氷室京介／作曲：布袋寅泰
5. BAD FEELING
  - 作詞：氷室京介・高橋信／作曲：布袋寅泰
6. 1994-LABEL OF COMPLEX-
  - 作詞・作曲：氷室京介
7. DRAMATIC?DRASTIC!
  - 作詞：高橋まこと／作曲：布袋寅泰
8. MARIONETTE
  - 作詞：氷室京介／作曲：布袋寅泰
9. わがままジュリエット
  - 作詞・作曲：氷室京介
10. LONGER THAN FOREVER
  - 作詞：氷室京介／作曲：布袋寅泰
11. CLOUDY HEART
  - 作詞・作曲：氷室京介
12. WORKING MAN
  - 作詞：松井恒松／作曲：布袋寅泰
13. PLASTIC BOMB[注 2]
  - 作詞：氷室京介／作曲：布袋寅泰
14. JUSTY
  - 作詞：氷室京介／作曲：布袋寅泰
15. IMAGE DOWN[注 3]
  - 作詞：氷室京介／作曲：布袋寅泰
16. BEAT SWEET
  - 作詞：氷室京介／作曲：布袋寅泰
17. NO! NEW YORK
  - 作詞：深沢和明／作曲：布袋寅泰
18. ONLY YOU
  - 作詞：氷室京介／作曲：布袋寅泰
19. Dreamin'
  - 作詞：布袋寅泰・松井五郎／作曲：布袋寅泰
20. ON MY BEAT
  - 作詞：氷室京介／作曲：布袋寅泰
21. BLUE VACATION
  - 作詞：氷室京介／作曲：布袋寅泰
22. RENDEZ-VOUS
  - 作詞：氷室京介／作曲：布袋寅泰
23. ホンキー・トンキー・クレイジー[注 4]
  - 作詞・作曲：BOØWY
24. NO! NEW YORK[注 5]
  - 作詞：深沢和明／作曲：布袋寅泰

## 参加ミュージシャン
- 氷室京介 - ボーカル
- 布袋寅泰 - ギター、コーラス
- 松井恒松 - ベース
- 高橋まこと - ドラムス